# Cnaeus Arrius Augur
Cnaeus Arrius Augur est un homme politique et un sénateur de l'Empire romain.

## Biographie
Né vers l'an 90, il est le petit-fils de Cnaeus Arrius Antoninus, et donc le cousin germain de l'empereur Antonin le Pieux, selon une autre hypothèse généalogique, il se peut qu'il soit le frère d'Antonin et le petit-fils adoptif de son grand-père.
Il est consul ordinaire en 121 avec pour collègue Marcus Annius Verus.